# 茨城県道319号玉川村停車場線

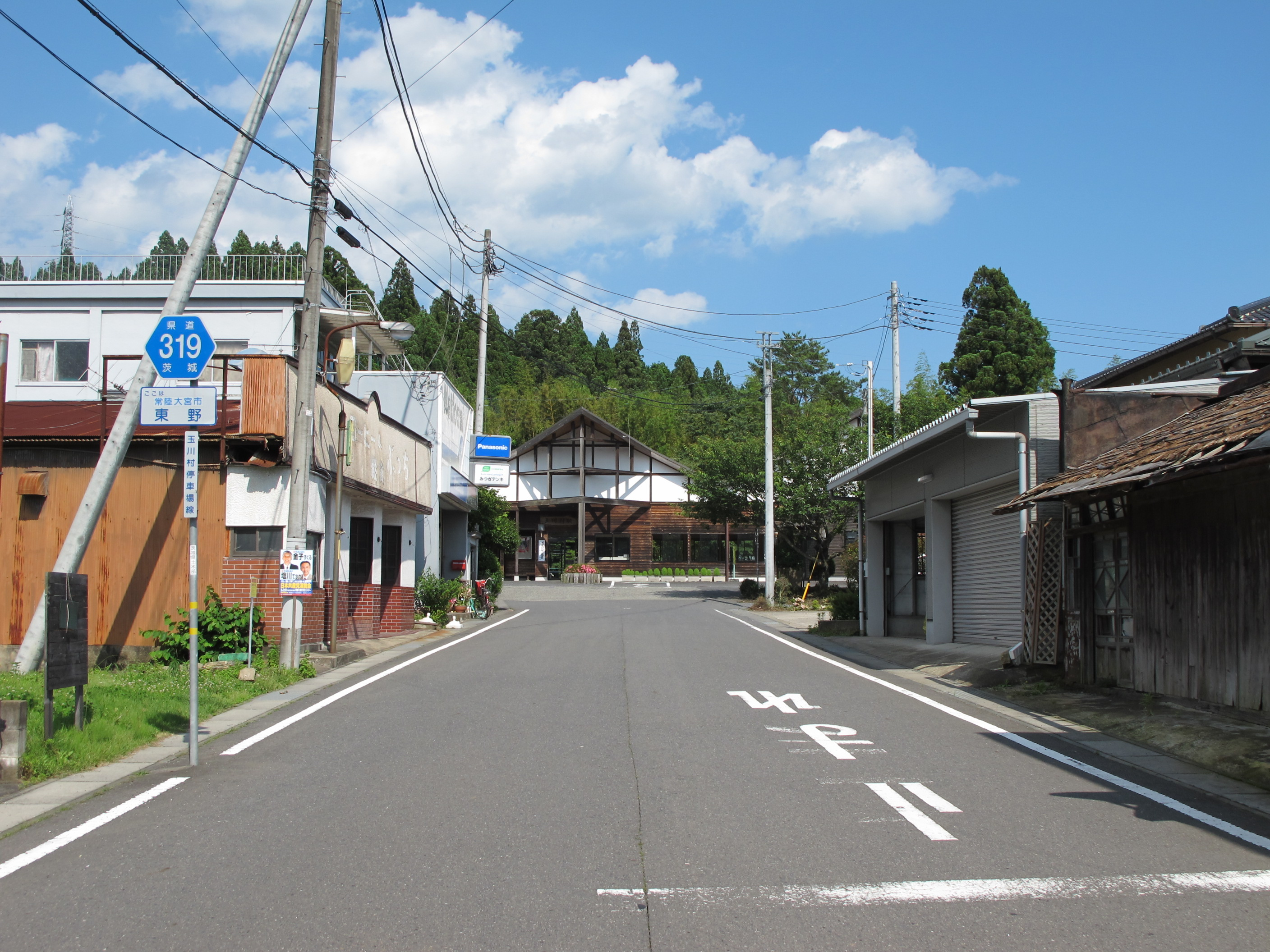
茨城県道319号玉川村停車場線 全景
常陸大宮市東野（2014年6月）
正面奥はJR玉川村駅

茨城県道319号玉川村停車場線（いばらきけんどう319ごう たまがわむらていしゃじょうせん）は、茨城県常陸大宮市東野にあるJR水郡線玉川村駅と接続する県道である。

## 概要
JR水郡線玉川村駅から県道長沢水戸線まで東西に結ぶ、延長48メートル、道路幅1.5車線の直線道路である。鉄道の駅（近年建設された駅や停留所と呼ばれる一部無人駅を除く）への接続道路は基本的に都道府県が担っているため、短距離にもかかわらず茨城県所管の道路となっている。道路は駅前の周辺住宅地の中にあり、センターラインは無いが道幅は2車線分程あり、余裕ある幅員が確保されている。

### 路線データ
- 起点：常陸大宮市東野（玉川村駅）[1]
- 終点：常陸大宮市東野（茨城県道102号長沢水戸線交点）[1]
- 総延長：48 m[2]
- 重用延長：なし[2]
- 未供用延長：なし[2]
- 実延長：48 m[2]
- 自動車交通不能区間延長[注釈 1]：なし[2]

## 歴史
1959年（昭和34年）10月14日、新たな県道として那珂郡大宮町大字東野の玉川村停車場を起点とし、県道長沢水戸線交点を終点とする区間を本路線とする県道玉川村停車場線として茨城県が県道路線認定した。
1995年（平成7年）に整理番号319となり現在に至る。

### 年表
- 1922年（大正11年）12月10日：玉川村駅が開業する。
- 1923年（大正12年）4月1日：現在の路線の前身である小舟玉川村停車場線が路線認定される。[3]
- 1959年（昭和34年）10月14日：現在の路線が路線認定される（図面対象番号303）[4]。道路の区域は、那珂郡大宮町大字東野の玉川村停車場から那珂郡大宮町大字東野の県道長沢水戸線交点までと決定された[1]。
- 1995年（平成7年）3月30日：整理番号が整理番号355から現在の番号（整理番号319）に変更される[5]。

## 地理

### 通過する自治体
- 茨城県常陸大宮市

### 交差する道路
- 茨城県道102号長沢水戸線（終点）

### 沿線
- JR水郡線 玉川村駅